# Chlapec v modrém

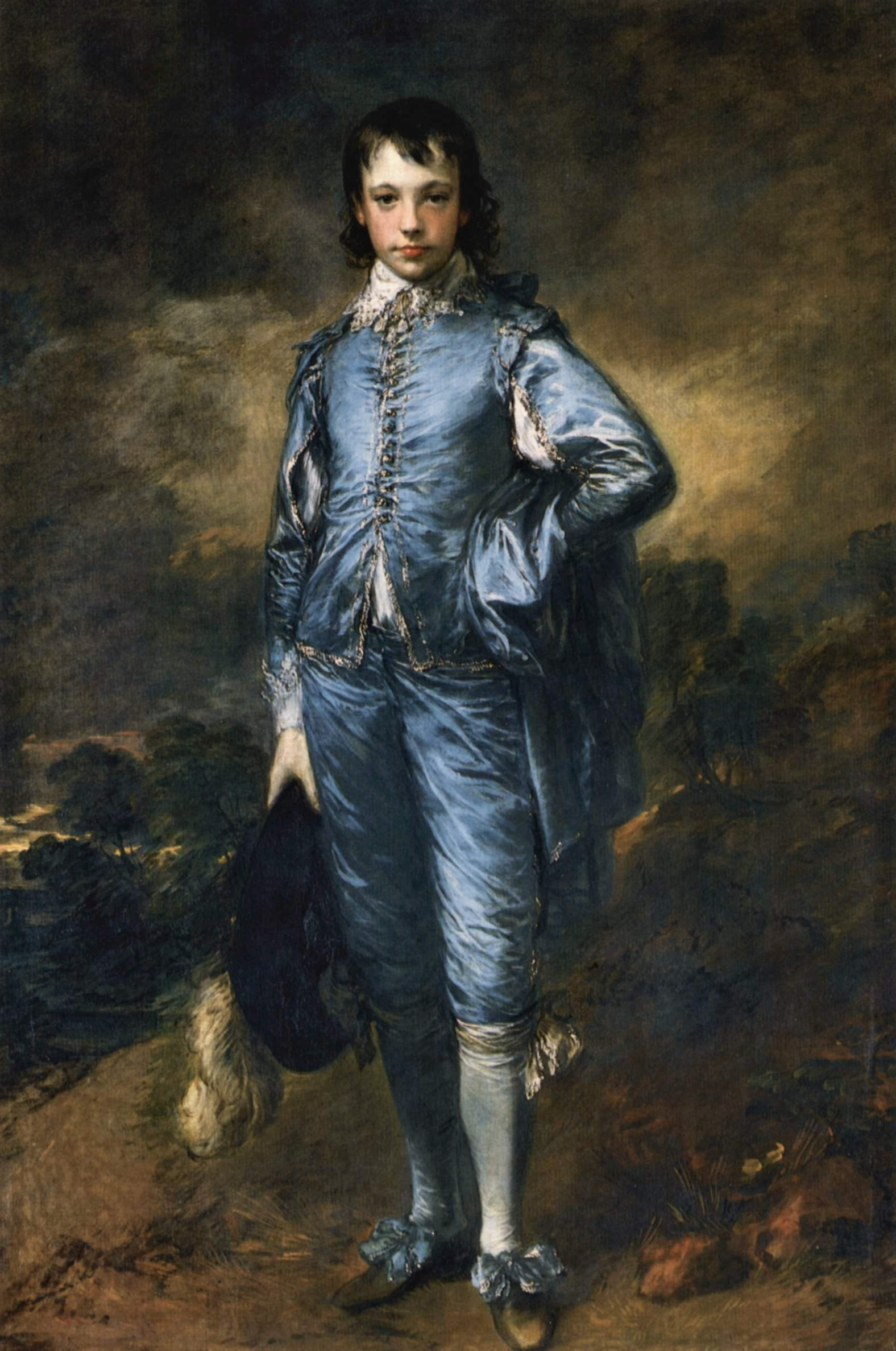
Chlapec v modrém

Chlapec v modrém je obraz malíře Thomase Gainsborougha. Vznikl roku 1779. Jde o portrét Jonathana Buttalla, syna bohatého obchodníka, v životní velikosti (180 cm x 120 cm). V současnosti visí v Huntington Library v San Marinu v Kalifornii. Obraz jí daroval podnikatel Henry Edwards Huntington, který ho koupil v roce 1921 za 728 800 dolarů, což byla tehdy rekordní částka zaplacená za jakýkoli obraz. V roce 1919 inspiroval obraz německého režiséra Friedricha Wilhelma Murnaua, aby vytvořil svůj debutový film Knabe in Blau. Obraz je oceňován především pro práci s barvami, třpytivý modrý satén na obraze je vymalován spektrem jemně kalibrovaných odstínů - indigo, lapis, kobalt, břidlice, tyrkysové dřevo, dřevěné uhlí až smetana.